# Карина Капур
Карина Капур (хинд. करीना कपूर, Мумбај, 20. септембар 1980) индијска је филмска глумица.

## Филмографија
| Улоге Карине Капур |                         |               |                           |          |
| Година             | Српски назив            | Изворни назив | Улога                     | Напомена |
| 2000.              | Избеглица               |               | Назнин Ахмед              |          |
| 2001               | Сећања                  |               |                           |          |
| 2001               | И туга и у радости      |               |                           |          |
| 2001               | Странац                 |               | Прија Малхотра            |          |
| 2004.              | Чамели                  |               | Чамели                    |          |
| 2004.              | Опозиција               |               | Прија Малхотра            |          |
| 2006.              | Дон — Хајка почиње опет |               | Камини                    | [ 1 ]    |
| 2007.              | Кад смо се срели        |               | Гит Дилон                 |          |
| 2009.              | Три идиота              |               | Пија Сахастрабуде         |          |
| 2009.              | Проклета љубав          |               | Симрита „Сими” (Бебо) Рај |          |
| 2010.              | Ми смо породица         |               | Шреја Арора               |          |
| 2010.              | Весели преваранти 3     |               | Дабу                      |          |
| 2011.              | Игра није готова        |               | Сонија Субраманијам       |          |
| 2012.              |                         |               | Махи Арора                |          |
| 2016.              | Летења Панџаби          |               |                           |          |

## Награде

### Филмфреова награда
- Награђена
  - 2001. — Филмферова награда за најбољу женски дебут у филму Избеглица
  - 2005. — Филмферова критичари награда за најбољу глумицу у филму Dev
  - 2007. — Филмферова критичари награда за најбољу глумицу у филму Omkara
  - 2008. — Филмферова награда за најбољу главну глумицу у филму Кад смо се срели
  - 2010. — Филмферова награда за најбољу споредну глумицу у филму Ми смо породица